# Mexicana Universal Ciudad de México
Mexicana Universal Ciudad de México (hasta 2016 llamado Nuestra Belleza Distrito Federal) es un concurso a nivel estatal en la capital del país, la Ciudad de México, que selecciona a la representante de la entidad rumbo al certamen nacional Mexicana Universal (antes llamado Nuestra Belleza México), aspirando así a representar al país a nivel internacional en alguna de las plataformas que se ofrecen.
La organización estatal ha logrado los siguientes resultados desde 1994:
- Ganadoras: 3 (1999, 2004, 2022)
- 1.ª Finalista: 1 (1997)
- 2.ª Finalista: 3 (2010, 2012, 2019)
- 3.ª Finalista: 2 (1996, 2003)
- Top 5/6: 1 (1994)
- Top 10/11/12: 9 (1998, 2000, 2005, 2007, 2009, 2011, 2012,2013, 2014)
- Top 15/16: 4 (1995, 2006, 2007, 2021)
- Top 20/21: 2 (2001, 2005)
- Sin clasificación: 8 (2000, 2002, 2008, 2015, 2016, 2017, 2018, 2019)

#### Reinas Nacionales
- Xiadani Saucedo -  Mexicana Charm 2024 (Designada)
- Xiadani Saucedo -  Mexicana Orb 2024
- Daniela Cardona -  Mexicana Hispanoamericana 2024 (Designada)
- Karen Padilla - Miss Continente Americano México 2012 (Designada)
- Dafne Molina - Nuestra Belleza Mundo México 2004
- Danette Velasco - Nuestra Belleza Mundo México 1999
- Karla Blancarte - Reina de las Flores México 1999 (Designada)
- Felicidad Aveleyra - Reina de la Atlantida México 1997 (Designada)

#### Reinas Internacionales
- Dafne Molina - Miss Mundo Americas 2005
- Felicidad Aveleyra - Reina de la Atlantida 1997

## Reinas Titulares
A continuación se presentan los nombres de las ganadoras anuales de Mexicana Universal Ciudad de México, enumeradas en orden ascendente, así como los resultados obtenidos durante el certamen nacional de Mexicana Universal. Así mismo se destacan en algún color las reinas estatales que representaron al país en alguna franquicia actual o que tuvo la organización nacional a través de los años.
| Franquicias actuales: - Compitió en Miss International. - Compitió en Miss Grand International. - Compitió en Miss Charm. - Compitió en Reina Hispanoamericana. - Compitió en Miss Orb International. - Compitió en Nuestra Latinoamericana Universal. | Antiguas franquicias: - Compitió en Miss Universe. - Compitió en Miss World. - Compitió en Miss Continente Americano. - Compitió en Miss Costa Maya International. - Compitió en Miss Atlántico Internacional. - Compitió en Miss Verano Viña del Mar. - Compitió en Reina de la Atlantida. - Compitió en Reina Internacional del Café. - Compitió en Reina Internacional de las Flores. - Compitió en Señorita Continente Americano. - Compitió en Nuestra Belleza Internacional. |

| Año                                                                               | Reina Titular                                                                           | Originaria                                                                              | Clasificación                                                                           | Premio Especial                                                                         | Notas |
| 2025                                                                              | María Fernanda Ramírez                                                                  | Ciudad de México                                                                        | Por Competir                                                                            |                                                                                         | - Compitió en Mexicana Universal Ciudad de México 2023 - Compitió en Mexicana Universal Ciudad de México 2021 |
| 2024                                                                              | Debido a cambios en las fechas del certamen nacional, no hubo elección estatal este año | Debido a cambios en las fechas del certamen nacional, no hubo elección estatal este año | Debido a cambios en las fechas del certamen nacional, no hubo elección estatal este año | Debido a cambios en las fechas del certamen nacional, no hubo elección estatal este año | Debido a cambios en las fechas del certamen nacional, no hubo elección estatal este año |
| 2023                                                                              | Michell Palma Báez                                                                      | Ciudad de México                                                                        | No Compitió                                                                             | -                                                                                       | - Compitió en Mexicana Universal Ciudad de México 2022 |
| 2022                                                                              | Xiadani Saucedo Arrieta                                                                 | Ciudad de México                                                                        | Mexicana Orb                                                                            | -                                                                                       | - Top 6 en Miss Charm 2024 - Mexicana Charm 2024 - Top 5 en Miss Orb International 2024 - Compitió en Mexicana Universal Ciudad de México 2021 |
| 2021                                                                              | Daniela Fernanda Cardona Rosales                                                        | Ciudad de México                                                                        | Top 16                                                                                  | -                                                                                       | - Top 12 en Reina Hispanoamericana 2025 - Mexicana Hispanoamericana 2024 |
| 2020                                                                              | Debido a la contingencia por la pandemia Covid-19, no hubo elección estatal este año    | Debido a la contingencia por la pandemia Covid-19, no hubo elección estatal este año    | Debido a la contingencia por la pandemia Covid-19, no hubo elección estatal este año    | Debido a la contingencia por la pandemia Covid-19, no hubo elección estatal este año    | Debido a la contingencia por la pandemia Covid-19, no hubo elección estatal este año |
| 2019                                                                              | Brenda Andrea Smith Lezama                                                              | Ciudad de México                                                                        | 2.ª Finalista                                                                           | -                                                                                       | - Top 16 en Miss Universo 2021 - Señorita Panamá 2021 - Señorita Panamá Centro 2021 - 12.ª Finalista en Nuestra Belleza Latina 2018 - 1.ª Finalista en Miss Georgia USA 2017 - Top 16 en Miss Teen USA 2013 - Miss Missouri Teen USA 2013 - 2.ª Finalista en Miss Georgia Teen USA 2012 - Primera afrodescendiente Mexico-panameña nacida en USA                                                  |
| 2018                                                                              | Mirabai Cecilia Schönburg Othon                                                         | Ciudad de México                                                                        | -                                                                                       | -                                                                                       | - Primera México-británica nacida en Ciudad de México |
| 2017                                                                              | Daniela Larraguivel Ortíz                                                               | Ciudad de México                                                                        | -                                                                                       | -                                                                                       | - Nació en Michoacán |
| Hasta el año 2016 el titulo estatal fue nombrado Nuestra Belleza Distrito Federal |                                                                                         |                                                                                         |                                                                                         |                                                                                         | |
| 2016                                                                              | Marielle Ruesga Castañeiras                                                             | Ciudad de México                                                                        | -                                                                                       | -                                                                                       | - |
| 2015                                                                              | Stephanie Dash Karam Tovar                                                              | Ciudad de México                                                                        | -                                                                                       | -                                                                                       | - Miss Earth Líbano 2020 - Compitió en Miss Grand Internacional 2019 - Miss Grand Líbano 2019 - Compitió en Miss Líbano 2018 - Compitió en Miss Internacional 2016 - Miss Líbano Internacional 2016 - 2.ª Finalista en Miss Líbano Emigrante 2016 - Miss Líbano Emigrante México 2016 - Primera Mexico-libanesa nacida en Ciudad de México - Hermana de Jeanette Karam Miss Ciudad de México 2018 |
| 2014                                                                              | María Fernanda Garduño Vázquez                                                          | Ciudad de México                                                                        | Top 10                                                                                  | Miss Top Model                                                                          | - Compitió en Miss F1 México 2015 |
| 2013                                                                              | Paulina García Robles                                                                   | Ciudad de México                                                                        | Top 10                                                                                  | -                                                                                       | - |
| 2012                                                                              | Karen Joselin Padilla Brizuela                                                          | Ciudad de México                                                                        | 2.ª Finalista                                                                           | -                                                                                       | - Top 6 en Miss Continente Americano 2012 - Miss Continente Americano México 2012 - Nació en Jalisco |
| 2012                                                                              | Natalia Serrano Lecuona                                                                 | Ciudad de México                                                                        | Top 10                                                                                  | -                                                                                       | - |
| 2011                                                                              | Mónica Gómez Ortega                                                                     | Ciudad de México                                                                        | Top 10                                                                                  | Miss Deportes                                                                           | - Compitió en Miss F1 México 2015 |
| 2010                                                                              | Lucía del Cueto Dávalos                                                                 | Ciudad de México                                                                        | 2.ª Finalista                                                                           | Personalidad Fraiche                                                                    | - Miss Supranational México 2011 - Hermana de María José del Cueto Nuestra Belleza Distrito Federal 2007 |
| 2009                                                                              | Jacqueline Tostado Madrid                                                               | Ciudad de México                                                                        | Top 10                                                                                  | -                                                                                       | - |
| 2008                                                                              | María Fernanda Maldonado Cañas                                                          | Ciudad de México                                                                        | -                                                                                       | -                                                                                       | - Compitió en Miss Model of the World 2009 - Miss Model of the World México 2009 |
| 2007                                                                              | María José del Cueto Dávalos                                                            | Ciudad de México                                                                        | Top 15                                                                                  | -                                                                                       | - Hermana de Lucía del Cueto Nuestra Belleza Distrito Federal 2010 |
| 2006                                                                              | Marisol González Ficachi                                                                | Ciudad de México                                                                        | Top 15                                                                                  | Miss Deportes                                                                           | - |
| 2005                                                                              | Priscila Alejandra González Valles                                                      | Ciudad de México                                                                        | Top 10                                                                                  | Mejor Piel                                                                              | - Nació en Chihuahua |
| 2004                                                                              | Dafne Molina Lona                                                                       | Ciudad de México                                                                        | Nuestra Belleza Mundo México                                                            | Mejor Cabello Mejor Traje Típico                                                        | - Miss Mundo Américas 2005 - 1.ª Finalista en Miss Mundo 2005 |
| 2003                                                                              | Paulina Michelle Alatorre                                                               | Ciudad de México                                                                        | 3.ª Finalista                                                                           | -                                                                                       | - |
| 2002                                                                              | Alejandra González Martin                                                               | Ciudad de México                                                                        | -                                                                                       | -                                                                                       | - |
| 2001                                                                              | Gabriela Hurtado González                                                               | Ciudad de México                                                                        | Top 20                                                                                  | Miss Fotogenia Reina de Belleza Fuller                                                  | - Top 21 en Nuestra Belleza Mundo México 2001 |
| 2000                                                                              | Arcelia Alverdi Luna                                                                    | Ciudad de México                                                                        | Top 10                                                                                  | Miss America Online                                                                     | - Top 20 en Nuestra Belleza Mundo México 2000 |
| 1999                                                                              | Danette Velasco Bataller                                                                | Ciudad de México                                                                        | Nuestra Belleza Mundo México                                                            | -                                                                                       | - Compitió en Miss Mundo 1999 |
| 1998                                                                              | Karla Blancarte Figueroa                                                                | Ciudad de México                                                                        | Top 11                                                                                  | -                                                                                       | - Compitió en el Reinado Internacional de las Flores 1999 - Reina de las Flores México 1999 |
| 1997                                                                              | Felicidad Aveleyra Talamantes                                                           | Ciudad de México                                                                        | 1.ª Finalista                                                                           | Mejor Traje Típico                                                                      | - Reina de la Atlantida 1997 - Reina de le Atlantida México 1997 - 1.ª Finalista en Nuestra Belleza Mundo México 1997 |
| 1996                                                                              | Ivette Benavides Rojas                                                                  | Ciudad de México                                                                        | 3.ª Finalista                                                                           | -                                                                                       | - 2.ª Finalista en Nuestra Belleza Mundo México 1996 |
| 1995                                                                              | Adriana Fregoso Martínez                                                                | Ciudad de México                                                                        | Top 16                                                                                  | -                                                                                       | - |
| 1994                                                                              | Tania Elizabeth Turner Sen                                                              | Ciudad de México                                                                        | Top 6                                                                                   | -                                                                                       | - |

## Concursantes designadas
A partir del año 2000, se abrió la posibilidad de que los estados de la República tuvieran más de una candidata, esto como consecuencia de que algunos estados no enviaran candidatas por alguna razón. Las siguientes concursantes de Ciudad de México fueron invitadas a competir en el certamen nacional junto con la reina titular, obteniendo en algunos casos mejores resultados.

| Año  | Reina Titular              | Originaria       | Clasificación | Premio Especial | Notas 22678                                                              |
| 2019 | Carolina Lucero Castillo   | Ciudad de México | -             | -               | - Compitió en Miss Hooters International 2017 - Miss Hooters México 2017 |
| 2007 | Vanessa Huppenkothen Labra | Ciudad de México | Top 10        | -               | - Primera México-alemana nacida en Ciudad de México                      |
| 2005 | Stephanie Pavlovich Rosas  | Ciudad de México | Top 20        | -               |                                                                          |
| 2000 | Connie Velázquez Maya      | Ciudad de México | -             | -               | -                                                                        |
| 2000 | Mónica Portillo Escandón   | Ciudad de México | -             | -               | -                                                                        |
| 2000 | Paola Hinojosa Martínez    | Ciudad de México | Top 10        | -               | - Top 20 en Nuestra Belleza Mundo México 2000 - Nació en Chihuahua       |